# Ayenia schumanniana
Ayenia schumanniana är en malvaväxtart som beskrevs av Carl Ernst Otto Kuntze. Ayenia schumanniana ingår i släktet Ayenia och familjen malvaväxter. Inga underarter finns listade i Catalogue of Life.